# Serica elongatula
Serica elongatula är en skalbaggsart som beskrevs av Horn 1870. Serica elongatula ingår i släktet Serica och familjen Melolonthidae. Inga underarter finns listade i Catalogue of Life.